# Klimki (stacja kolejowa)
Klimki – zlikwidowana stacja kolejowa w Klimkach, w gminie Węgorzewo, w powiecie węgorzewskim w województwie warmińsko-mazurskim, w Polsce. Położona przy linii kolejowej z Gołdapi do Węgorzewa otwartej w 1914 roku W 1945 roku linia została zamknięta i rozebrana.